# Biagio Barone
Biagio Barone (Comiso, 20 settembre 1952) è un attore italiano.

## Filmografia

### Cinema
- Kaos, regia di Paolo e Vittorio Taviani (1984) - Prologo e Requiem
- Il sole anche di notte, regia di Paolo e Vittorio Taviani (1990)
- Il trittico di Antonello, regia di Francesco Crescimone (1992)
- La strategia della maschera, regia di Rocco Mortelliti (1998)
- Placido Rizzotto, regia di Pasquale Scimeca (2000)
- Sara May, regia di Marianna Sciveres (2004)
- Tre giorni di anarchia, regia di Vito Zagarrio (2005)
- Terraferma, regia di Emanuele Crialese (2011)
- Leonora addio, regia di Paolo Taviani (2022)
- Sulle soglie della notte, regia di Andrea Traina (2023)
- L'Acquafresca, regia di Marianna Sciveres (2023
- L'Abbaglio, regia di Roberto Andò (2024)

### Televisione
- Il commissario Montalbano, regia di Alberto Sironi - serie TV, episodio 4x01 (2002)
- Il capo dei capi, regia di Alexis Sweet ed Enzo Monteleone - miniserie TV (2007)
- Il giovane Montalbano,regia di Gianluca Maria Tavarelli- Serie TV 2ª stagione episodio 3x6 (2015)